# Accademia russa delle scienze
L'Accademia russa delle scienze (in russo Российская академия наук?, Rossijskaja akademija nauk), abbreviata in RAS, è un'organizzazione che comprende e raggruppa diversi istituti scientifici dislocati su tutto il territorio della Russia. Nota fino al 1991 come Accademia delle scienze dell'URSS, oggi ha sede a Mosca.
L'Accademia è considerata un'organizzazione civile, autonoma e senza fini commerciali dal Governo della Federazione Russa. Al suo interno i membri del RAS collaborano con gli scienziati affiliati ai diversi istituti. Vicino all'accademia centrale c'è un monumento a Yuri Gagarin nella piazza che porta il suo nome.
L'attuale presidente dell’Accademia russa delle scienze è Gennadij Krasnikov (in russo Геннадий Красников?), eletto nel 2022. A quella data, l'Accademia raggruppava ben 1 008 istituzioni, per un totale di circa 125 000 impiegati, di cui 47 000 ricercatori.

## Storia

### L'Accademia delle Scienze dell'Impero russo

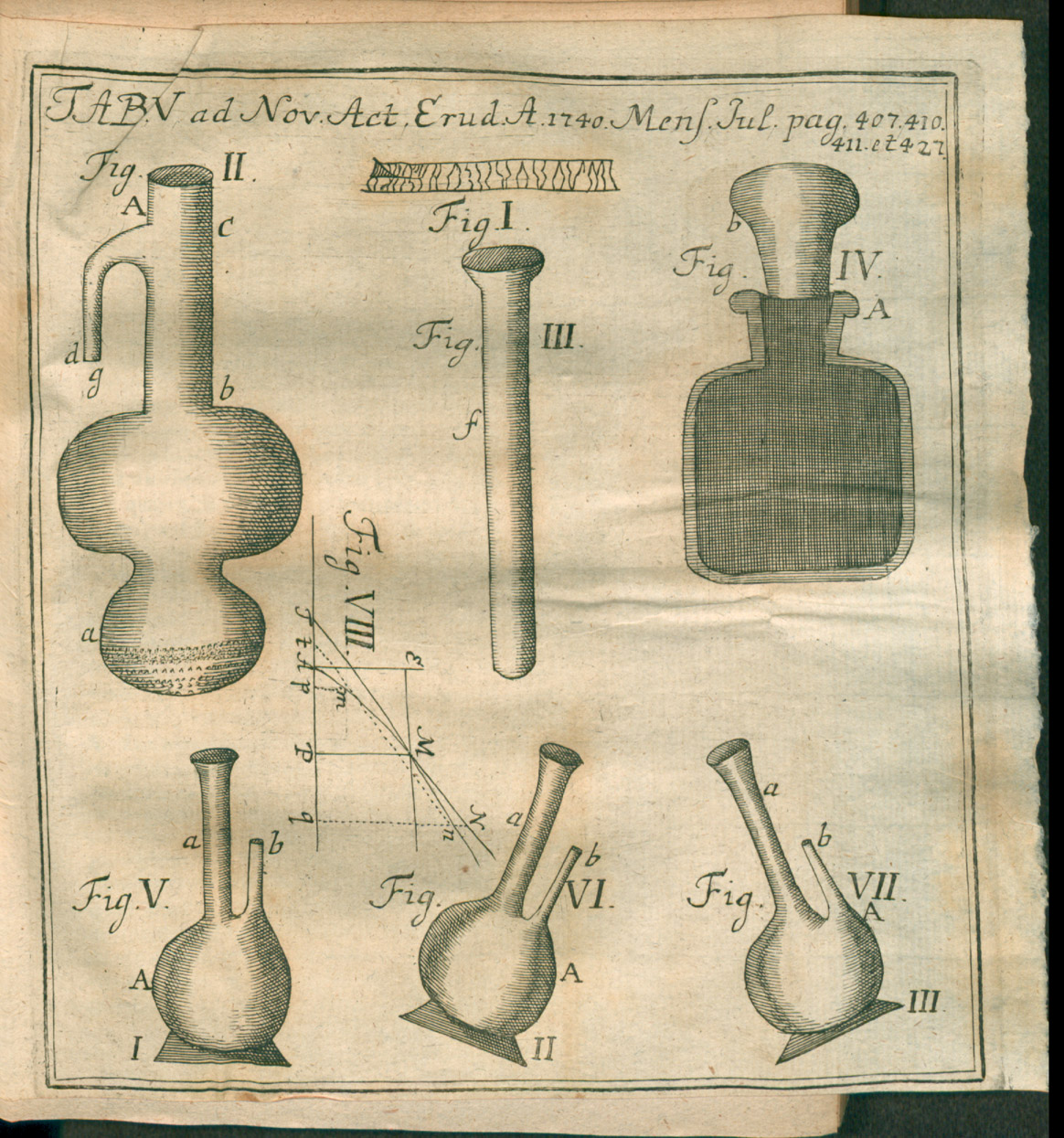
Illustrazione del 1740 pubblicata negli Acta Eruditorum relativa ad una parte dell'articolo Commentarii Academiae scientiarum imperialis Petropolitanae

L'accademia fu fondata a San Pietroburgo da Pietro il Grande su suggerimento del filosofo tedesco Gottfried Wilhelm von Leibniz. La sua istituzione fu ufficialmente approvata con un decreto del Senato dell'8 febbraio 1724.
Originariamente chiamata Accademia delle Scienze di San Pietroburgo (in russo Петербургская Академия наук?), essa ha cambiato nome diverse volte nel corso del tempo, passando da Accademia Imperiale delle Scienze e delle Arti (Императорская Академия наук и художеств) tra il 1747 e il 1803 a Accademia Imperiale delle Scienze (Императорская Академия Наук) tra il 1803 e il 1836 per arrivare a Accademia Imperiale delle Scienze di San Pietroburgo (Императорская Санкт-Петербургская Академия Наук) dal 1836 fino alla fine dell'impero nel 1917.
In questo lungo periodo furono invitati a lavorarvi soprattutto matematici del calibro di Eulero, Anders Johan Lexell, Christian Goldbach, Georg Bernhard Bilfinger, Nicolaus II Bernoulli e Daniel Bernoulli. Ovviamente furono invitati esperti anche di altre discipline, tra cui gli embriologi Caspar Friedrich Wolff e Karl Ernst von Baer, gli astronomi Joseph-Nicolas Delisle e Nevil Maskelyne, il botanico Johann Georg Gmelin, il fisico Georg Wolfgang Kraft, lo storico Gerhard Friedrich Müller, il filosofo Vladimir Viktorovič Adoratskij.
Scienziati provenienti dall'Accademia sono stati più volte a capo di importanti spedizioni geografiche. Tra queste, la seconda spedizione in Kamčatka di Vitus Bering tra il 1733 e il 1743, le spedizioni in otto diverse località russe da cui assistere alle diverse fasi del transito di Venere del 1769 e le spedizioni in Siberia di Peter Simon Pallas tra il 1769 e il 1774.
Inoltre, nel 1783 fu creata un'organizzazione indipendente, nota come Accademia imperiale russa, con il preciso obiettivo di studiare la lingua russa. Questa fu poi fusa nel 1841 con l'allora Accademia Imperiale delle Scienze di San Pietroburgo.

### L'Accademia delle Scienze dell'Unione Sovietica
Poco dopo la Rivoluzione d'ottobre, nel dicembre del 1917, diversi membri del mondo scientifico convinsero Lenin a non sopprimere l'Accademia. In particolare, fu concordato che questa avrebbe fornito le conoscenze necessarie alla costruzione del nuovo impianto statale in cambio di un sostegno politico e finanziario da parte del governo.
Le attività più importanti dell'Accademia negli anni 1920 inclusero quindi approfonditi studi sull'anomalia magnetica di Kursk e sui minerali della penisola di Kola, oltre allo sviluppo del cosiddetto Piano GOELRO per l'elettrificazione di vaste aree del territorio. Il numero crescente di attività svolte causò un rapido aumento del numero di collaboratori dell'Accademia, che nel 1925 fu ufficialmente riconosciuta come la più alta istituzione scientifica del paese e fu rinominata Accademia delle Scienze dell'UNione Sovietica. Nel 1934 la sede dell'Accademia fu inoltre spostata da Leningrado alla capitale Mosca.
Gli anni di Stalin furono in generale contrassegnati da una rapida industrializzazione dell'Unione Sovietica, la qual cosa richiese una vasta mole di ricerche, principalmente in ambito tecnico. Tuttavia, nello stesso periodo molti scienziati subirono la dura repressione ideologica del regime.
Durante la seconda guerra mondiale, l'Accademia contribuì notevolmente allo sviluppo di armi moderne, tra cui soprattutto carri armati (in particolare i T-34), aeroplani e tecnologie per la demagnetizzazione delle navi e la protezione contro le mine navali. Si può quindi giustamente ritenere di fondamentale importanza il ruolo dell'Accademia nella vittoria dell'URSS sulla Germania nazista, ma non solo. Durante e dopo la guerra, infatti, l'Accademia fu coinvolta anche nel programma atomico sovietico e nelle politiche economiche del regime, contribuendo a rendere l'URSS una temibile superpotenza nell'ambito della guerra fredda.
Alla fine degli anni 1940, l'Accademia contava otto suddivisioni (scienze fisico-matematiche, scienze chimiche, scienze geologiche e geografiche, scienze biologiche, scienze tecniche, storia e filosofia, economia e giurisprudenza, lingue e letterature), tre comitati (uno per il coordinamento del lavoro scientifico delle Accademie delle Repubbliche, uno per la propaganda scientifica e tecnica e uno per editoriali e pubblicazioni), due commissioni (una per la pubblicazione di letteratura scientifica popolare e una per la gestione di musei e archivi) e un laboratorio per dipartimenti di fotografia e cinematografia scientifica.
L'Accademia delle scienze dell'URSS contribuì a fondare accademie nazionali di scienze in tutte le repubbliche sovietiche (con l'eccezione della Repubblica Socialista Federativa Sovietica Russa), in molti casi delegando eminenti scienziati a vivere e lavorare in altre repubbliche. Queste accademie erano (in ordine di fondazione):
| Repubblica     | Nome locale                            | Anno di fondazione | Ente successore                                     |
| -------------- | -------------------------------------- | ------------------ | --------------------------------------------------- |
| RSS Ucraina    | Академія наук Української РСР          | 1918               | Accademia nazionale delle scienze dell'Ucraina      |
| RSS Bielorussa | Акадэмія Навукаў Беларускай ССР        | 1929               | Accademia nazionale delle scienze della Bielorussia |
| RSS Georgiana  | საქართველოს სსრ მეცნიერებათა აკადემია  | 1941               | Accademia nazionale delle scienze della Georgia     |
| RSS Lituana    | Lietuvos TSR Mokslų akademija          | 1941               | Accademia lituana delle scienze                     |
| RSS Uzbeka     | Ўзбекистон ССР Фанлар академияси       | 1943               | Accademia uzbeka delle scienze                      |
| RSS Armena     | Հայկական ՍՍՀ գիտությունների ակադեմիա   | 1943               | Accademia nazionale delle scienze dell'Armenia      |
| RSS Azera      | Азәрбајҹан ССР Елмләр Академијасы      | 1945               | Accademia Nazionale delle scienze dell'Azerbaigian  |
| RSS Kazaka     | Қазақ ССР Ғылым Академиясы             | 1946               | Accademia kazaka della scienze                      |
| RSS Moldava    | Академия де Штиинце а РСС Молдовенешть | 1946               | Accademia delle Scienze della Moldavia              |
| RSS Lettone    | Latvijas PSR Zinātņu akadēmija         | 1946               | Accademia lettone delle scienze                     |
| RSS Estone     | Eesti NSV Teaduste Akadeemia           | 1946               | Accademia estone delle scienze                      |
| RSS Turkmena   | Түркменистан ССР Ылымлар Академиясы    | 1951               | Accademia turkmena delle scienze                    |
| RSS Tagika     | Академияи Фанҳои РСС Тоҷикистон        | 1953               | Accademia tagika delle scienze                      |
| RSS Kirghisa   | Кыргыз ССР Илимдер академиясы          | 1954               | Accademia kirghiza delle scienze                    |

Tra i traguardi più importanti raggiunti dall'Accademia della seconda metà del XX secolo, vi è, in primo luogo, il programma spaziale sovietico. In particolare, nel 1957 fu lanciato lo Sputnik 1, il primo satellite artificiale mandato in orbita intorno alla Terra. Altri momenti si ebbero nel 1961, quando Jurij Gagarin divenne il primo essere umano a volare nello spazio, e nel 1971, con il lancio della Saljut 1. Scoperte sostanziali furono fatte anche nel ramo nucleare e in altri campi della fisica. Inoltre, l'Accademia ha partecipato all'apertura di nuove università o di nuovi programmi di studio nelle università già esistenti.
In generale, il periodo sovietico fu il più fruttuoso nella storia dell'Accademia delle Scienze russa (sovietica, a quei tempi) ed è ora ricordato con nostalgia da molti scienziati russi.

### Periodo post-sovietico
Poco prima del crollo dell'Unione Sovietica, il 2 dicembre 1991 l'accademia fu ribattezzata Accademia Russa delle Scienze, ereditando inoltre tutte le strutture dell'Accademia delle Scienze dell'URSS comprese nel territorio della Federazione Russa.
La crisi derivante dal crollo e la conseguente drastica riduzione del sostegno statale alla scienza costirnsero molti scienziati a lasciare la Russia per trasferirsi in Europa, in Israele o negli Stati Uniti d'America. Alcuni eccellenti laureati che avrebbero potuto diventare ricercatori promettenti passarono anche ad altre attività, prevalentemente nel settore del commercio.
Negli anni 2000, con il miglioramento delle condizioni economiche del paese, il governo annunciò un programma di modernizzazione, in cui era previsto un aumento delle spese per la ricerca scientifica. Tuttavia, secondo fonti della stessa Accademia, nel 2013 le spese totali in ricerca e sviluppo sono rimaste al di sotto del 40% rispetto al livello del 1990 e ai livelli pre-crisi.

#### Le riforme degli anni 2010
Il 28 giugno 2013 il governo russo annunciò inaspettatamente un progetto di legge per lo scioglimento del RAS e la creazione di una nuova organizzazione "pubblico-governativa" con lo stesso nome. Gli edifici e le altre proprietà dell'Accademia sarebbero passati sotto il controllo di un'Agenzia Federale per le Organizzazioni Scientifiche (FASO) istituita dal governo. L'idea dichiarata era di consentire agli scienziati di concentrarsi esclusivamente sulle attività di ricerca senza preoccuparsi dei servizi di manutenzione degli alloggi o di questioni amministrative. La riforma è stata presumibilmente ideata da Mikhail Kovalchuk, fratello di Jurij Kovalchuk, noto come il banchiere personale di Vladimir Putin.
La bozza di legge, che nella sua forma iniziale avrebbe sostanzialmente cambiato il sistema dell'organizzazione scientifica in Russia, provocò conflitti con i circoli accademici e una netta opposizione da parte di molte personalità di spicco. Un ampio gruppo di membri del RAS rese inoltre nota la propria intenzione di non aderire alla nuova accademia in caso di approvazione della riforma. Alcuni dei più importanti scienziati della comunità internazionale (tra cui Pierre Deligne, Michael Atiyah, David Mumford e altri) scrissero lettere aperte in cui descrivevano il progetto di riforma del RAS come "scioccante" e persino "criminale". Le forti proteste spinsro il governo ad attenuare i contenuti della bozza e ad eliminare qualsiasi riferimento alla dissoluzione dell'Accademia, riuscendo così ad approvare il progetto il 27 settembre dello stesso anno.
Dal 2013 le istituzioni accademiche sono comunque gestite dalla FASO, che era l'elemento chiave della riforma. Questa agenzia è stata autorizzata a "valutare", a proprio insindacabile giudizio, l'operato delle diverse istituzioni facenti capo al RAS, ed è proprio questo punto ad essere ritenuto pericoloso da molti scienziati.
Tra il 2014 e il 2017 non si verificarono azioni di protesta su larga scala, pur essendo evidente una certa spaccatura tra la FASO e gli scienziati dell'Accademia. Tentativi di dialogo furono avviati sul finire del 2017 dal presidente (2017-2022) Aleksandr Sergeev, per il quale con la sua elezione si apriva la fase post-riforma della storia dell'Accademia. Queste dichiarazioni distensive permisero la fissazione dello status giuridico del RAS e un ampliamento dei poteri conferitigli con un progetto di legge approvato dalla Duma di Stato nel luglio 2018. Pochi mesi prima infatti la FASO perse la propria autonomia e divenne parte del Ministero della Scienza e dell'Istruzione superiore.

## Composizione
L'Accademia è composta da tre diverse tipologie di membri: membri a pieno titolo (accademici), membri corrispondenti e membri stranieri. Per poter essere eletti, gli accademici e i membri corrispondenti devono essere cittadini della Federazione Russa. Tuttavia, alcuni di loro sono stati eletti prima del crollo dell'Unione Sovietica e ora sono quindi cittadini di altri paesi risultanti dallo smembramento della stessa. Inoltre, l'elezione a membro dell'Accademia avviene sulla base dei meriti scientifici e di eventuali pubblicazioni, cosa che in genere conferisce un certo prestigio a chi riesce ad entrarvi. Il numero di membri ovviamente tende a variare nel corso del tempo. Negli anni tra il 2005 e il 2012, per esempio, l'Accademia contava circa 500 accademici e 700 membri corrispondenti, mentre nel 2013 il numero aumentò dopo che l'Accademia Russa delle Scienze Agricole e l'Accademia sovietica delle scienze mediche furono incorporate nel RAS.
Nel giugno 2025, l'Accademia contava 1 999 membri russi viventi (di cui 865 accademici e 1 134 corrispondenti) e circa 450 membri stranieri.
Dal 2015, l'Accademia assegna anche, su base competitiva, il titolo onorario di Professore dell'Accademia russa delle scienze ai ricercatori di alto livello con cittadinanza russa. Ad inizio giugno 2025, sono 713 gli scienziati che hanno ottenuto questo riconoscimento.

## Struttura attuale
La RAS è composta da 13 divisioni scientifiche specializzate, 4 sezioni territoriali e 15 centri scientifici regionali. L'Accademia ha inoltre numerosi consigli, comitati e commissioni, tutti con scopi diversi.

### Sezioni territoriali

#### Siberia (SB RAS)
La sezione siberiana fu fondata nel 1957, con Michail Alekseevič Lavrent'ev come presidente fondatore. I centri di ricerca facenti parte di questa sezione sono a Novosibirsk (Akademgorodok), Tomsk, Krasnojarsk, Irkutsk, Jakutsk, Ulan-Udė, Kemerovo, Tjumen' e Omsk. Alla fine del 2017, la SB RAS annoverava oltre 12.500 ricercatori scientifici, 211 dei quali erano membri dell'Accademia (109 a pieno titolo e 102 corrispondenti).

#### Urali (UB RAS)
La sezione degli Urali fu fondata nel 1932, con Aleksandr Evgen'evič Fersman come presidente fondatore. I centri di ricerca sono a Ekaterinburg, Perm', Čeljabinsk, Iževsk, Orenburg, Ufa e Syktyvkar. Nel 2016, ben 112 scienziati della sezione degli Urali erano anche membri dell'Accademia (41 a pieno titolo e 71 corrispondenti).

#### San Pietroburgo (SPbB RAS)
La sezione San Pietroburgo fu fondata nel 2023. 178 scienziati di questa sezione sono membri dell'Accademia (70 a pieno titolo e 108 corrispondenti).

#### Estremo Oriente (FEB RAS)
La sezione dell'Estremo Oriente comprende il Centro scientifico Primorsky con sede a Vladivostok, il Centro scientifico dell'Amur con sede a Blagoveščensk, il Centro scientifico di Chabarovsk, il Centro scientifico di Sachalin con sede a Južno-Sachalinsk, il Centro scientifico della Kamčatka con sede a Petropavlovsk-Kamčatskij, il Centro scientifico nord-orientale di Magadan, il Centro regionale per l'agricoltura dell'Estremo Oriente di Ussurijsk e diverse istituzioni mediche. Nel 2017, alla sezione appartenevano 64 membri dell'Accademia (23 a pieno titolo e 41 corrispondenti).

### Centri regionali
- Centro Scientifico di Kazan'
- Centro Scientifico di Puščino
- Centro Scientifico di Samara
- Centro Scientifico di Saratov
- Centro Scientifico di Vladikavkaz
- Centro Scientifico del Daghestan

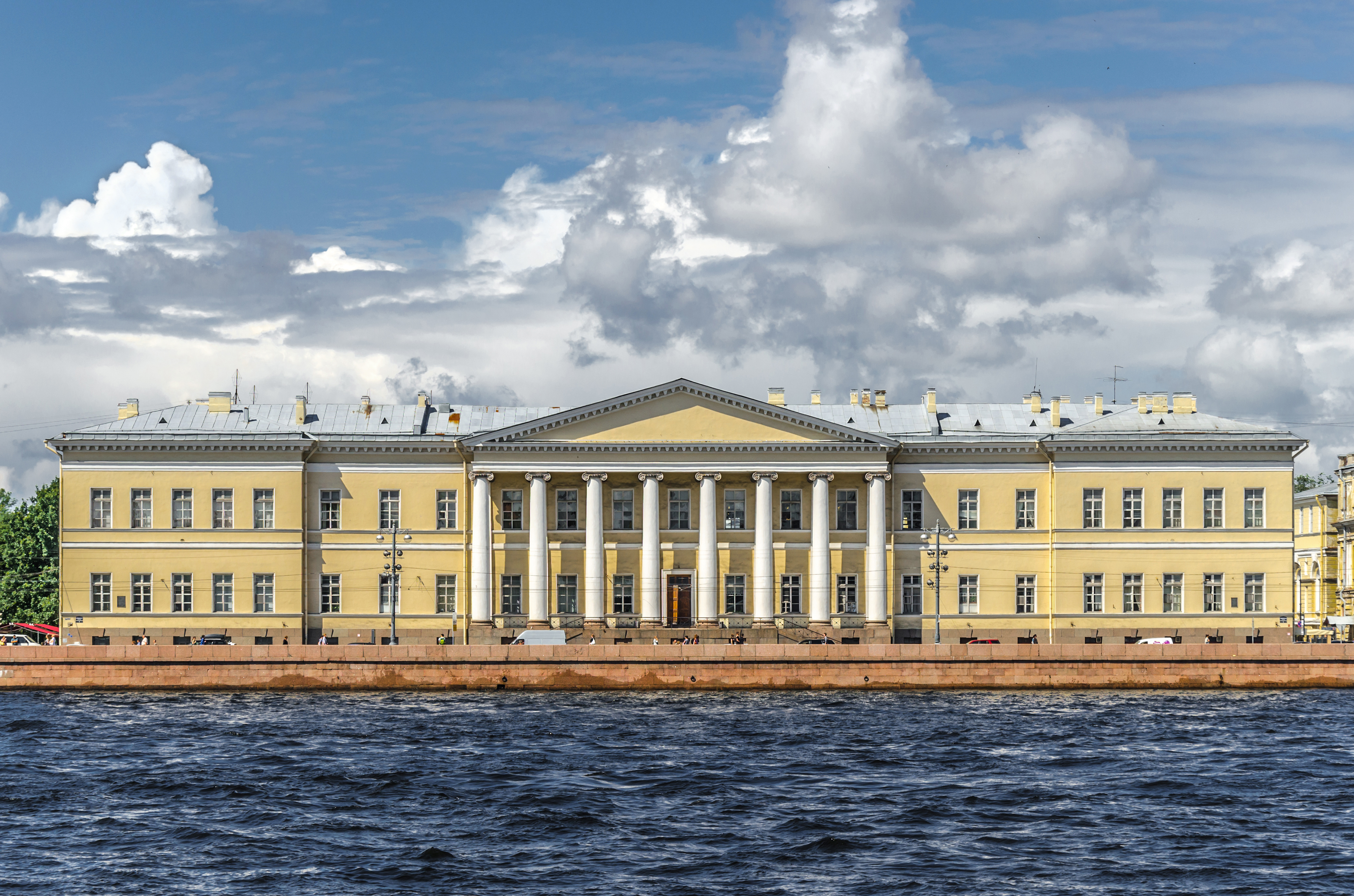
La sede di San Pietroburgo, progettata da Giacomo Quarenghi.

- Centro Scientifico della Repubblica di Cabardino-Balcaria
- Centro di ricerca RAS della Carelia
- Centro Scientifico della penisola di Kola
- Centro Scientifico di Nižnij Novgorod
- Centro Scientifico di Černogolovka
- Centro Scientifico di San Pietroburgo
- Centro Scientifico di Ufa
- Centro Scientifico RAS Meridionale
- Centro Scientifico di Troick (Oblast' di Mosca)

## Istituzioni
L'Accademia russa delle scienze comprende un vasto numero di istituzioni, tra cui:
- Istituto di fisica nucleare "Budker"
- Istituto Centrale Economico Matematico CEMI
- Centro Informatico "Dorodnitsyn"
- Istituto di Biologia Molecolare "Engelhardt"
- Istituto di Archeologia, Accademia Russa delle Scienze (Mosca)
- Istituto di Studi Africani. (Mosca)
- Istituto di Strategia Economica. URL consultato l'11 luglio 2019 (archiviato dall'url originale il 16 maggio 2006). (Mosca)
- Istituto di Storia della Cultura Materiale. URL consultato l'11 luglio 2019 (archiviato dall'url originale il 27 gennaio 2012). (San Pietroburgo)
- Istituto di Informatica e Controllo dei Problemi Regionali.
- Istituto di Fisica delle Microstrutture. URL consultato l'11 luglio 2019 (archiviato dall'url originale il 6 luglio 2019).
- Istituto di Studi Slavi
- Istituto di Spettroscopia
- Istituto di Programmazione del Sistema
- Istituto di Fisica Applicata.
- Istituto di Biofisica Cellulare
- Istituto di Strumentazione Biologica
- Istituto di Problemi Biomedicali. (Институт медико-биологических проблем РАН), noto per l'esperimento passato alla storia con il nome di Mars-500
- Istituto di Ecologia ed Evoluzione
- Istituto di Economia (RAS)
- Istituto del Cervello Umano (San Pietroburgo)
- Istituto di Biologica Genetica
- Istituto di Chimica dei Silicati
- Istituto di Elettronica ad Alta Corrente
- Istituto di Linguistica dell'Accademia Russa delle Scienze
- Istituto degli Studi Orientali dell'Accademia Russa delle Scienze (Mosca)
- Istituto dei Manoscritti Orientali dell'Accademia Russa delle Scienze (San Pietroburgo)
- Istituto di Filosofia dell'Accademia Russa delle Scienze
- Istituto di Radio ingegneria ed Elettronica
- Istituto di Fisica dello Stato Solido
- Istituto di Stato e Legge
- Istituto degli U.S.A. e del Canada (ISKRAN)
- Istituto di Economia Mondiale e Relazioni Internazionali (IMEMO)
- Istituto di Letteratura Mondiale (Mosca)
- Istituto Fisico-Tecnico "Ioffe"
- Istituto di Matematica Applicata "Keldysh"
- Istituto Botanico "Komarov"
- Centro Scientifico "Komi"[25]
- Istituto di Fisica Termica "Kutateladze"
- Istituto di Fisica Teorica "Landau"
- Istituto di Tecnologia Informatica e Laser
- Istituto di Meccanica di Precisione e Ingegneria Informatica "Lebedev"
- Istituto di Fisica "Lebedev"
- Instituto di Etnologia e Antropologia "N.N. Miklukho-Maklai"
- Istituto di Chimica degli Organoelementi "Nesmeyanov". URL consultato l'11 luglio 2019 (archiviato dall'url originale il 28 giugno 2007).
- Stazione Scientifica Nordest (Северо-Восточная научная станция РАН)
- Istituto di Fisica Atmosferica "Obukhov"
- Istituto Paleontologico dell'Accademia Russa delle Scienze
- Istituto dei Sistemi di Programmazione.
- Istituto di Fisica Generale "Prokhorov"
- Istituto di Fisica della Terra "Schmidt"
- Istituto Russo di Ricerca Spaziale
- Istituto di Chimica Biorganica "Shemyakin e Ovchinnikov"
- Istituto di Oceanologia "Shirshov"
- Osservatorio Astrofisico Speciale
- Biblioteca Pubblica Statale Scientifica e Tecnologica
- Istituto di Matematica "Steklov"
- Dipartimento di S.Pietroburgo dell'Istituto di Matematica "Steklov"
- Istituto Forestale "Sukachev"
- Istituto di Geochimica e Chimica Analitica "Vernadsky"
- Istituto della Lingua Russa "Vingoradov"
- Istituto di Informazione Scientifica sulle Scienze Sociali dell'Accademia Russa delle Scienze
- Istituto di Chimica Organica "Zelinsky".
- Istituto Zoologico.

Le università e gli istituti tecnici russi non sono sotto la supervisione del RAS, bensì sono subordinati al Ministero della Pubblica Istruzione della Federazione Russa. Tuttavia, un certo numero di università prestigiose come l'Università statale di Mosca, l'Università statale di San Pietroburgo, l'Università statale di Novosibirsk e l'Istituto di fisica e tecnologia di Mosca collaborano frequentemente con la RAS stessa.

## Premi e riconoscimenti
L'Accademia conferisce oggi numerosi premi e riconoscimenti molto apprezzati nella comunità scientifica internazionale. Tra questi:
- Medaglia Lomonosov
- Medaglia Landau
- Medaglia Kurčatov
- Premio Demidoff
- Premio Lobačevskij
- Premio Puškin
- Premio Lebedev
- Premio Markov
- Medaglia Bogoljubov

## Membri o studenti del RAS che hanno vinto il Nobel
| Nome                            | Ambito                          | Anno | Note                                                       |
| ------------------------------- | ------------------------------- | ---- | ---------------------------------------------------------- |
| Ivan Pavlov                     | Premio Nobel per la medicina    | 1904 |                                                            |
| Il'ja Il'ič Mečnikov            | Premio Nobel per la medicina    | 1908 |                                                            |
| Ivan Alekseevič Bunin           | Premio Nobel per la letteratura | 1933 |                                                            |
| Nikolaj Nikolaevič Semënov      | Premio Nobel per la chimica     | 1956 |                                                            |
| Igor' Evgen'evič Tamm           | Premio Nobel per la fisica      | 1958 | Premio condiviso con Frank e Čerenkov                      |
| Il'ja Michajlovič Frank         | Premio Nobel per la fisica      | 1958 | Premio condiviso con Tamm e Čerenkov                       |
| Pavel Alekseevič Čerenkov       | Premio Nobel per la fisica      | 1958 | Premio condiviso con Tamm e Frank                          |
| Lev Davidovič Landau            | Premio Nobel per la fisica      | 1962 |                                                            |
| Nikolaj Gennadievič Basov       | Premio Nobel per la fisica      | 1964 | Premio condiviso con Prochorov e con Charles Hard Townes   |
| Aleksandr Michajlovič Prochorov | Premio Nobel per la fisica      | 1964 | Premio condiviso con Basov e con Charles Hard Townes       |
| Michail Aleksandrovič Šolochov  | Premio Nobel per la letteratura | 1965 |                                                            |
| Aleksandr Isaevič Solženicyn    | Premio Nobel per la letteratura | 1970 |                                                            |
| Leonid Vital'evič Kantorovič    | Premio Nobel per l'economia     | 1975 |                                                            |
| Andrej Dmitrievič Sacharov      | Premio Nobel per la pace        | 1975 |                                                            |
| Pëtr Leonidovič Kapica          | Premio Nobel per la fisica      | 1978 |                                                            |
| Žores Ivanovič Alfërov          | Premio Nobel per la fisica      | 2000 |                                                            |
| Aleksej Alekseevič Abrikosov    | Premio Nobel per la fisica      | 2003 | Premio condiviso con Ginzburg e con Anthony James Leggett  |
| Vitalij Lazarevič Ginzburg      | Premio Nobel per la fisica      | 2003 | Premio condiviso con Abrikosov e con Anthony James Leggett |
| Andrej Gejm                     | Premio Nobel per la fisica      | 2010 | Premio condiviso con Konstantin Novosëlov                  |